# (1447) Utra
(1447) Utra (désignation provisoire 1938 BB) est un astéroïde de la ceinture principale.

## Description
Il présente une orbite caractérisée par un demi-grand axe de 2,53 UA, une excentricité de 0,04 et une inclinaison de 4,8° par rapport à l'écliptique
Il est découvert par Yrjö Väisälä le 26 janvier 1938 à Turku. Son nom fait référence à la ville natale du  découvreur.